# Olenecamptus dominus
Olenecamptus dominus es una especie de escarabajo longicornio del género Olenecamptus, subfamilia Lamiinae. Fue descrita científicamente por Thomson en 1861.
Se distribuye por Camboya, China, India, Nepal, Tailandia y Vietnam. Mide 11-30 milímetros de longitud. El período de vuelo ocurre en los meses de abril, mayo y junio.